# Hotel Central (Praha)

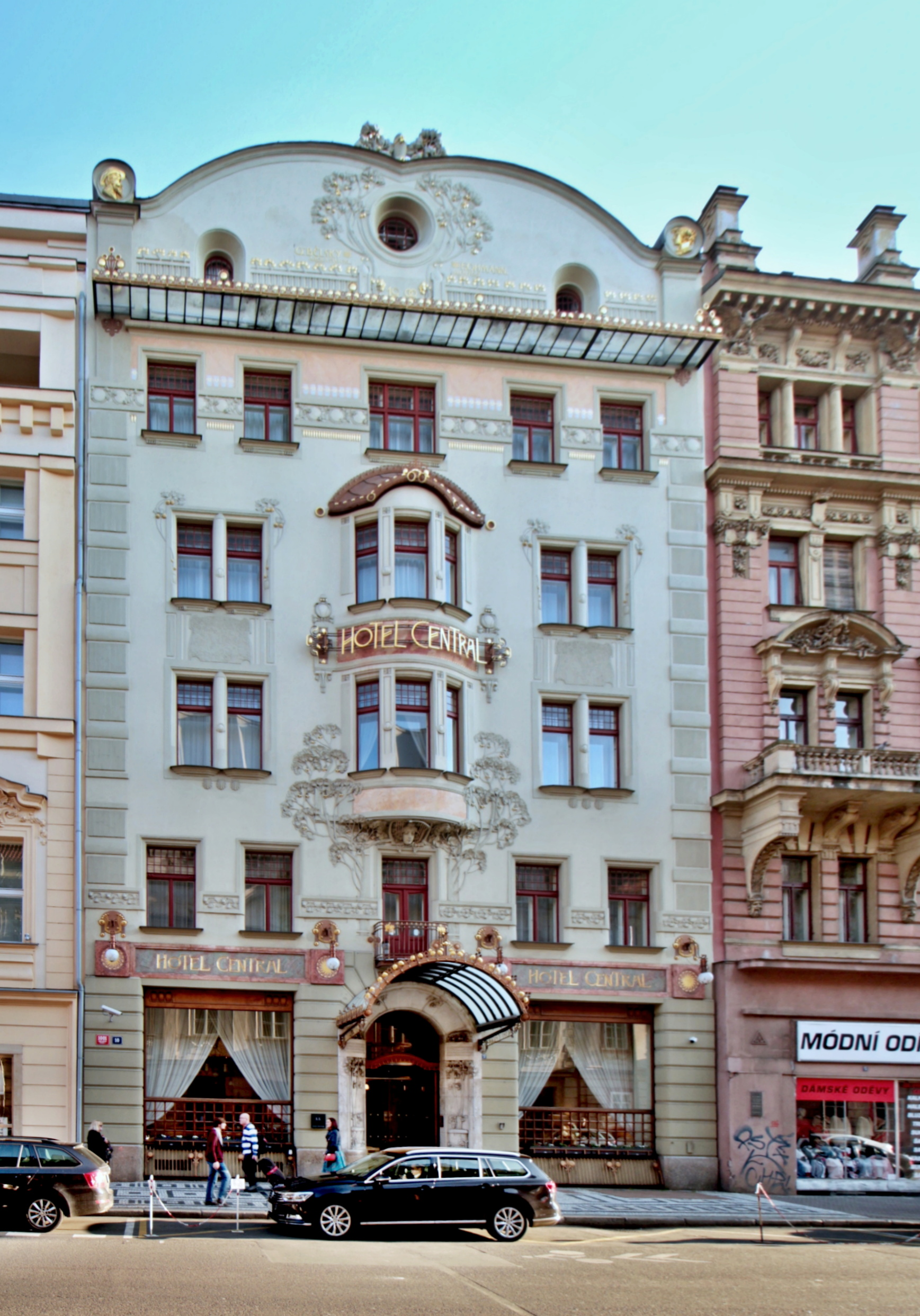
Celkový pohled na hotel Central z Hybernské ulice

Hotel Central je secesní budova v Praze, Novém Městě, v Hybernské ulici s čp. 1001/10. Stavba byla postavena roku 1901 podle návrhu rakouského architekta Friedricha Ohmanna. V prostorách hotelu působil populární kabaret Červená sedma či Městská divadla pražská.

## Historie

Pohled na středovou část hotelu Central se zlatým nápisem

V roce 1898 koupil stavitel a architekt Quido Bělský staveniště se starými budovami, pozdější stavební parcelu pro hotel Central. Návrh stavby vytvořil téhož roku rakouský architekt Friedrich Ohmann. Ohmann měl v té době již za sebou návrh první ryze secesní budovy v Praze, ve 30. letech 20. století zbouranou budovu České průmyslové banky s kavárnou Corso z let 1897-1898. Hotel Central se tak stal v pořadí druhou pražskou secesní stavbou.

Hotel Central-detailní pohled na horní část budovy směrem z Hybernské ulice; pozlacená jména Q. Bělský a F. Ohmann

Po Ohmannově odchodu do Vídně roku 1897, kde přijal pozici architekta císařského paláce Hofburgu, dokončili jeho návrh hotelu Central jeho dva žáci z Uměleckoprůmyslové školy Alois Dryák a Bedřich Bendelmayer. Stavební povolení získal projekt v červnu 1899. V listopadu 1901 se zahájil provoz hotelu, vybavení a vnitřní výzdoba se ale dokončovaly ještě dlouho poté. Hotel Central se stal záhy významným střediskem společenského dění. Dokazuje to například hostina uspořádaná v prostorách hotelu na počest francouzského sochaře Augusta Rodina během jeho návštěvy v Praze v roce 1902.
V prostorách hotelu se nacházel secesní sál, ve kterém mezi lety 1918-1921 působil populární kabaret Červená sedma, vedený Jiřím Červeným a Eduardem Bassem. Roku 1924 byl divadelní sál přestavěn na kino.
V roce 1927 hotel Central koupila Nemocenská pokladna veřejných zaměstnanců a využívala jej jako kancelářskou budovu. S tím souvisely také přestavby v zadní části domu, kde byly přistavěny prostory pro kanceláře. Přistavěná kancelářská budova se zde nacházela až do roku 2003, kdy byla kvůli havarijnímu stavu stržena.
Největší přestavby zaznamenal hotel Central v roce 1929 podle návrhu architekta Petra Kropáčka. Přestavba byla vedena k potřebám biografu a Městského komorního divadla. Výraznou proměnou tehdy prošel divadelní sál, který vlivem přestavby ztratil svůj secesní ráz. Po přestavbě získal sál kapacitu přes 600 míst.
Od roku 1929 až do svého zániku v roce 1976 účinkovalo v divadelním sále hotelu Central Městské komorní divadlo (jinak také jen Komorní divadlo), jež se stalo druhou scénou nově vzniklých Městských divadel pražských. Svou činnost ukončilo Komorní divadlo v roce 1976 pod záminkou špatné technické situace a nutné rekonstrukce budovy. Pravděpodobněji došlo k zániku Komorního divadla ale z politických důvodů, neboť s divadlem byli spojováni lidé nepohodlní pro tehdejší politický režim.
V roce 1989 objekt vlastnilo Ministerstvo vnitra, krátce poté přešel hotel do vlastnictví nadace Pro Thalia, která se jej snažila zrekonstruovat a opět zaktivizovat divadelní sál. Kvůli vysoké finanční náročnosti rekonstrukce musela ale nadace dům prodat.

Následujícím vlastníkem budovy hotelu Central se stala zahraniční firma, která na konci 90. let 20. století zahájila další přestavbu a v roce 2004 obnovila provoz hotelu.

## Popis
Hotel Central je významným představitelem pražské secese. Jeho fasáda má nazelenalou barvu doplněnou plastickým štukovým, typicky secesním dekorem, jenž nese vegetativní motivy keřů a květin, mimo jiné naznačuje symboliku stromu života. Dekor je doplněn o zlaté akcenty, což poukazuje na Ohmannovu inspiraci z Vídně. V horní části fasády je možné zpozorovat zlatým písmem napsané jméno stavitele Quida Bělského a architekta Friedricha Ohmanna.
Na výzdobě divadelního sálu se podíleli malíři Karel Špillar, jehož nástěnná malba na čelní stěně sálu nad pódiem znázorňovala tanec rusalek, a Jan Preisler, jenž byl autorem malby Faun svádí dryádu na stěně nad vstupním schodištěm. Po radikální rekonstrukci v letech 1929-1930 se ale nástěnné malby nedochovaly. Od roku 2004, kdy zahraniční firma obnovila provoz hotelu, slouží bývalý divadelní sál k jídelním a konferenčním účelům.

## Okolí
Budova hotelu Central s čp. 1001/10 se nachází v Hybernské ulici v Praze na Novém Městě nedaleko náměstí Republiky. Sousední budova čp. 1000/8 byla vybudována podle plánů Josefa Blechy jako nájemní a kancelářský dům, budova čp. 1002/12 je pak neoklasicistní adaptací a nástavbou původního barokního paláce spojovaného s rody Vršovců, Valdštejnů, Straků a Vrtbů.
V okolí hotelu se pak nacházejí další významné budovy a instituce:
- Dům U Hybernů s divadlem Hybernia
- Obecní dům
- Swéerts-Šporkův palác
- Palác Losyů z Losinthalu (Lidový dům)
- Masarykovo nádraží
- rezidenční dům palác Belwitz
- Café Arco, kavárna a místo setkávání pražských německých spisovatelů